# Nagroda Prezydenta UEFA
Nagroda Prezydenta UEFA – coroczna nagroda przyznawana od 1998 roku przez UEFA za wybitne sukcesy i zasługi w europejskiej piłki nożnej. W 2019 roku Éric Cantona ubrany w kaszkiet rozpoczął przemówienie od cytatu z tragedii Williama Shakespeare'a pt. ''Króla Leara" – "Czem są muchy. Dla psotnych chłopców, tem ludzie dla bogów" – odnosząc się do nauki, wojny i zbrodni.

## Zwycięzcy
| Rok  | Zwycięzca | Uwagi  |
| ---- | --- | ------ |
| 1998 | Jacques Delors | [ 4 ]  |
| 1999 | Nie przyznano | [ 4 ]  |
| 2000 | Guy Roux | [ 4 ]  |
| 2001 | Juan Santisteban | [ 4 ]  |
| 2002 | Bobby Robson | [ 4 ]  |
| 2003 | Paolo Maldini | [ 4 ]  |
| 2004 | Ernie Walker | [ 4 ]  |
| 2005 | Frank Rijkaard | [ 4 ]  |
| 2006 | Wilfried Straub | [ 4 ]  |
| 2007 | Alfredo Di Stéfano | [ 4 ]  |
| 2008 | Bobby Charlton | [ 4 ]  |
| 2009 | Eusébio | [ 4 ]  |
| 2010 | Raymond Kopa | [ 4 ]  |
| 2011 | Gianni Rivera | [ 4 ]  |
| 2012 | Franz Beckenbauer | [ 4 ]  |
| 2013 | Johan Cruijff | [ 4 ]  |
| 2014 | Josef Masopust | [ 4 ]  |
| 2015 | Nie przyznano | [ 4 ]  |
| 2016 | Nie przyznano | [ 4 ]  |
| 2017 | Francesco Totti | [ 5 ]  |
| 2018 | David Beckham | [ 6 ]  |
| 2019 | Éric Cantona | [ 7 ]  |
| 2020 | Didier Drogba | [ 8 ]  |
| 2021 | Mogens Kreutzfeldt Frederik Flensted Anders Boesen Peder Ersgaard Jens Kleinefeld Valentin Velikov Morten Skjoldager Morten Boesen Simon Kjær | [ 9 ]  |
| 2022 | Arrigo Sacchi | [ 10 ] |
| 2023 | Miroslav Klose | [ 11 ] |